# Concert per a piano (Ireland)
El Concert per a piano en mi bemoll és l'únic concert de John Ireland. Va ser compost el 1930, i es va tocar per primera vegada el 2 d'octubre d'aquest any per la seva dedicatària, Helen Perkin (1909-1996), en el "The Proms" (Promenade concerts) al Queen's Hall. L'obra va tenir un èxit immediat, i es va dur a terme amb freqüència per pianistes com Clifford Curzon, Moura Lympany, Eileen Joyce, Gina Bachauer i Arthur Rubinstein. Si bé es considera un dels millors concerts de piano que s'han escrit per un anglès, avui en dia no és part del repertori habitual.
Animat pel seu èxit, Ireland va planejar escriure un segon concert, però només va completar un únic moviment, que va titular Legend. També el va dedicar a Helen Perkin, i ella el va realitzar per primera vegada el 12 de gener de 1934, amb l'Orquestra Simfònica de la BBC dirigida per Adrian Boult.